# Asphinctanilloides
Asphinctanilloides is een geslacht van mieren uit de onderfamilie van de Leptanilloidinae.

## Soorten
- A. amazona Brandão, Diniz, Agosti & Delabie, 1999
- A. anae Brandão, Diniz, Agosti & Delabie, 1999
- A. manauara Brandão, Diniz, Agosti & Delabie, 1999